# Robinsons Galleria
Robinsons Galleria (còn gọi là Robinsons Galleria Ortigas), là khu phức hợp và trung tâm thương mại phức hợp nằm ở góc EDSA Đại lộ Ortigas, Thành phố Quezon, ngay gần SM Megamall. Trung tâm thương mại này thuộc quyền sở hữu của Robinsons Malls, và đây là trung tâm thương mại hàng đầu của họ. Đây là Robinsons Mall đầu tiên mang thương hiệu Galleria.  Nó được xây dựng vào ngày 12 tháng 1 năm 1990, với tổng diện tích sàn khoảng 216.000 m2 (2.330.000 foot vuông).

## Tổng quan

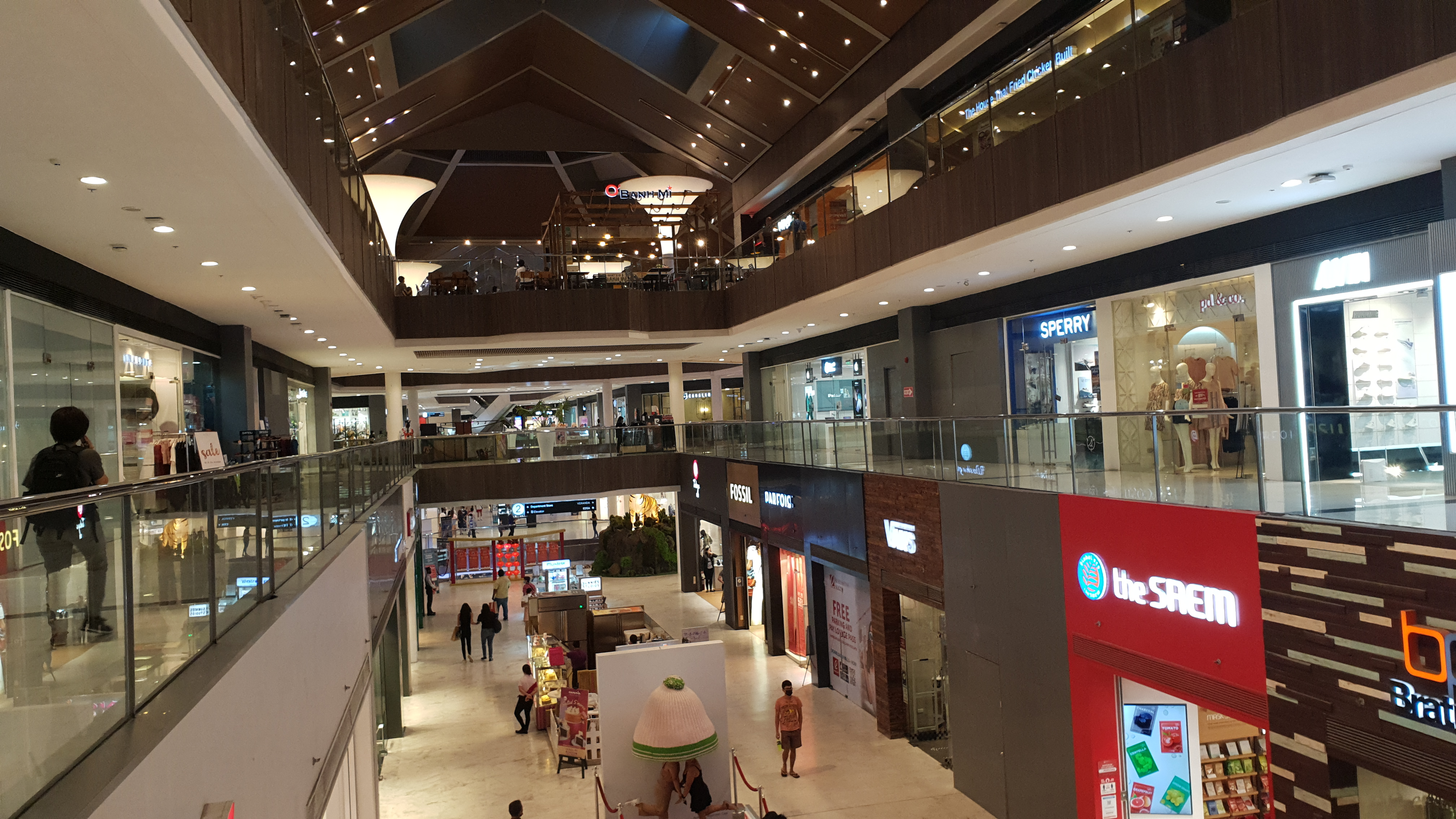
Khu vực sảnh của trung tâm thương mại, chụp từ tầng 2.

Robinsons Galleria là trung tâm thương mại 5 tầng và là điểm mốc dọc theo EDSA và Đại lộ Ortigas với hơn 400 cửa hàng, điểm ăn uống, cơ sở giải trí và trung tâm dịch vụ. Nó nằm trong một khu phức hợp sử dụng hỗn hợp bao gồm hai tòa tháp văn phòng cao tầng mang tên Galleria Corporate Center và Robinsons Equitable Tower. Ba khách sạn cũng nằm trong số các tòa tháp nói trên là Holiday Inn Manila Galleria và Crowne Plaza Manila Galleria cùng Galleria Regency.
Một khách thuê lớn của trung tâm thương mại là cơ quan cấp hộ chiếu trung tâm của Bộ Ngoại giao ở Metro Manila có tên là Văn phòng Lãnh sự DFA NCR-Central, nằm ở tầng một của Trung tâm Lingkod Pinoy và khánh thành vào tháng 9 năm 2012.

## Lịch sử
Vị trí của trung tâm thương mại này từng là một khu đất trống thuộc sở hữu của SSS ở Khu thương mại trung tâm Ortigas. Tháng 2 năm 1986, phần đất đối diện với EDSA là nơi diễn ra cuộc biểu tình của những người tham gia Cách mạng Quyền lực Nhân dân; xe tăng đi về phía bắc đến Trại Aguinaldo và Trại Crame đã bị chặn lại tại điểm này. Năm 1987, John Gokongwei bỏ tiền ra mua lại phần lớn khu đất từ SSS, trong khi Tổng giáo phận Manila thì mua một phần phần đất gần giao lộ. Khu đất này ngày nay là địa điểm của Điện thờ EDSA trực thuộc Tổng giáo phận cho đến nay.
Việc xây dựng bắt đầu vào giữa năm 1988 và hoàn thành vào cuối năm 1989. Trung tâm thương mại này chính thức khai trương vào năm 1990, là trung tâm thương mại đầu tiên của Robinsons Malls. Kể từ khi khai trương, trung tâm thương mại này đã được cải tạo nhiều lần, mở rộng diện tích lên 216.000 mét vuông.

## Sự cố
- Ngày 29 tháng 3 năm 2012, một nhân viên bảo vệ đã thiệt mạng và sáu người khác bị thương sau khi hai tên cướp có vũ trang ném vài quả lựu đạn lúc đang chạy trốn cùng với chiến lợi phẩm của chúng. Người phát ngôn Cảnh sát Quốc gia Philippines, Tổng Giám đốc Agrimero Cruz Jr. cho biết vào lúc 10 giờ 15 phút sáng theo giờ PHT, hai nghi phạm không rõ danh tính cải trang thành lính canh đã tấn công hai nhân viên bảo vệ ngân hàng đang hộ tống các giao dịch viên ngân hàng và được cho là sẽ giao một số tiền không xác định trong một cửa hàng đổi tiền ở tầng trệt của trung tâm thương mại này.[7][8][9]
- Vào khoảng 11 giờ đêm ngày 29 tháng 10 năm 2013, một đám cháy bùng phát bên trong khu đồ chơi của cửa hàng bách hóa, khi nhóm nhân viên đang trang trí đèn Giáng sinh bên trong trung tâm thương mại chạy ra ngoài để chạy trốn khỏi cơ sở. Khách từ Holiday Inn đã sơ tán và chuyển đến Khách sạn Crowne Plaza liền kề. Ngọn lửa bùng phát trong khoảng sáu giờ và được khống chế vào sáng hôm sau và trung tâm thương mại đành phải đóng cửa cho đến trưa ngày 1 tháng 11 năm 2013.[10][11][12]

## Tái phát triển
Trung tâm thương mại này đã trải qua nhiều lần cải tạo kể từ khi mở cửa vào năm 1990. Năm 2012, trung tâm thương mại đã có sự thay đổi lớn với tổng diện tích cho thuê (GLA) bổ sung khoảng 100.000 mét vuông có thể phục vụ ít nhất 50 khách thuê. Sự phát triển nói trên đã mở rộng GLA của trung tâm thương mại lên diện tích hiện nay là 216.000 mét vuông.
Quá trình tái phát triển mới nhất đã bắt đầu vào năm 2016. Nó sẽ được thực hiện thành 2 giai đoạn với giai đoạn cải tạo đầu tiên từ tháng 5 đến tháng 10 năm 2016 trong khi giai đoạn thứ hai bắt đầu vào tháng 5 năm 2017. Ngoài những cải tạo lớn trong trung tâm thương mại, mái hiên trung tâm thương mại sẽ có thêm các cửa hàng dịch vụ liên quan đến sức khỏe và sắc đẹp. Sẽ có một mái hiên phía trên ở tầng 3, trước đây nằm ở khu thể thao, nơi sẽ có nhiều lựa chọn ăn uống hơn. Việc cải tạo trung tâm thương mại này gần như đã hoàn tất.
Việc cải tạo trung tâm thương mại này sẽ bổ sung thêm các yếu tố bằng gỗ vào nơi đây, một thiết kế tương tự như Robinsons Galleria Cebu.

## Truyền thuyết
Một truyền thuyết đô thị liên quan đến trung tâm thương mại này đã phát triển mạnh vào thập niên 1990, trong đó kể về một quái vật nửa rắn nửa người cư trú dưới tầng hầm của trung tâm thương mại và được cho là một lá bùa may mắn do gia đình Gokongwei để lại, cho nó ăn những nạn nhân không ngờ trước từ một trục bắt nguồn từ phòng thay đồ. Trong số nạn nhân được cho là của sinh vật này có nữ diễn viên Alice Dixson và Rita Avila. Mặc dù tin đồn này hiện được coi là vô lý và đã chết yểu, nhưng nó lại được hồi sinh vào năm 2010 sau khi một video được cho là trên YouTube mô tả cảnh sinh vật lạ xuất hiện. Nữ doanh nhân Robina Gokongwei-Pe khẳng định vào năm 2008 rằng câu chuyện nảy sinh từ "sự cạnh tranh trên thị trường". Dixson đã bác bỏ toàn bộ câu chuyện là giả mạo và vào năm 2020, cô ấy cuối cùng đã kết thúc toàn bộ câu chuyện thông qua một video đăng trên YouTube. Cô xuất hiện trong một đoạn phim quảng cáo của Robinsons Galleria hai năm trước, chế giễu và đả kích truyền thuyết đô thị yểu mệnh này.